# بول جوزيف سوين
بول جوزيف سوين (بالإنجليزية: Paul J. Swain)‏ هو كاهن كاثوليكي ومحامي أمريكي، ولد في 12 سبتمبر 1943 في نيوارك في الولايات المتحدة.